# ألكساندر أندرونوف
الكساندر الكساندروفيتش اندرونوف (1901 - 1952) (Алекса́ндр Алекса́ндрович Андро́нов)، عالم فيزياء سوفيتي وعضو في الأكاديمية الروسية للعلوم (1946). ولد في موسكو وتوفي في نيجني نوفغورود. فوهة اندرونوف على القمر سميت باسمه. عمل على نطاق واسع على نظرية استقرار الأنظمة الديناميكية، وعرّف (جنباً إلى جنب مع العالم ليف بونترياغين) مفهوم الاستقرار البنيوي، وفي نفس السياق ساهم أيضا في نظرية التذبذب الذاتي الحسابية.